# Acrossoides brittoni
Acrossoides brittoni är en skalbaggsart som beskrevs av Zdzisława Stebnicka och Henry Fuller Howden 1995. Acrossoides brittoni ingår i släktet Acrossoides och familjen Aphodiidae. Inga underarter finns listade i Catalogue of Life.